# Paul de Cassagnac
Paul Adolphe Marie Prosper Granier de Cassagnac, född 1843 och död 1904, var en fransk journalist och politiker, son till Adolphe Granier de Cassagnac.
Cassagnac började tidigt som medarbetare i faderns tidningar och överträffade snart denne i polemisk våldsamhet. 1876 blev han liksom fadern bonapartistisk deputerad och drog därefter uppmärksamheten till sig genom ständiga kuppförsök och dueller med republikaner. Han arbetade kraftigt för kejsarprinsen Louis Napoléon och efter dennes död för prins Viktor. Då faderns gamla organ Le pays uppköptes av politiska motståndare, grundade Cassagnac tidningen L'autorité (1886), som 1889 stödde Georges Boulanger. Cassagnac uteslöts ur kammaren 1878 för uppmaning till högförräderi men återvaldes 1879 och var därefter obrutet deputerad fram till 1893. 1898 och 1902 invaldes han på nytt men spelade då inte samma roll som tidigare.